# Estrigídeos
Estrigídeos (Strigidae) é uma das duas famílias de aves que inclui diversas espécies de corujas, a outra sendo a Tytonidae. Alimentam-se geralmente de invertebrados e de pequenos vertebrados. Possuem hábitos noturnos, mas algumas espécies, como o caburé, vocalizam mesmo durante o dia.

## Classificação
- Gênero Otus (anteriormente Megascops)
  - Otus albogularis
  - Otus alfredi
  - Otus alius
  - Otus angelinae
  - Otus bakkamoena
  - Otus balli
  - Otus beccarii
  - Otus brookii
  - Otus brucei
  - Otus capnodes
  - Otus collari
  - Otus elegans
  - Otus enganensis
  - Otus fuliginosus
  - Otus hartlaubi
  - Otus icterorhynchus
  - Otus insularis
  - Otus ireneae
  - Otus lempiji
  - Otus (bakkamoena) lettia
  - Otus longicornis
  - Otus madagascariensis
  - Otus magicus
  - Otus manadensis
  - Otus mantananensis
  - Otus mayottensis
  - Otus megalotis
  - Otus mentawi
  - Otus mindorensis
  - Otus mirus
  - Otus moheliensis
  - Otus nudipes
  - Otus pauliani
  - Otus pembaensis
  - Otus rufescens
  - Otus rutilus
  - Otus sagittatus'
  - Otus sanctaecatarinae - Corujinha-do-sul
  - Otus scops - Mocho-de-orelhas
  - Otus semitorques
  - Otus senegalensis - Mocho-de-orelhas-africano
  - Otus silvicola
  - Otus spilocephalus
  - Otus sunia
  - Otus thilohoffmanni
  - Otus umbra
  - Otus usta - Corujinha-relógio

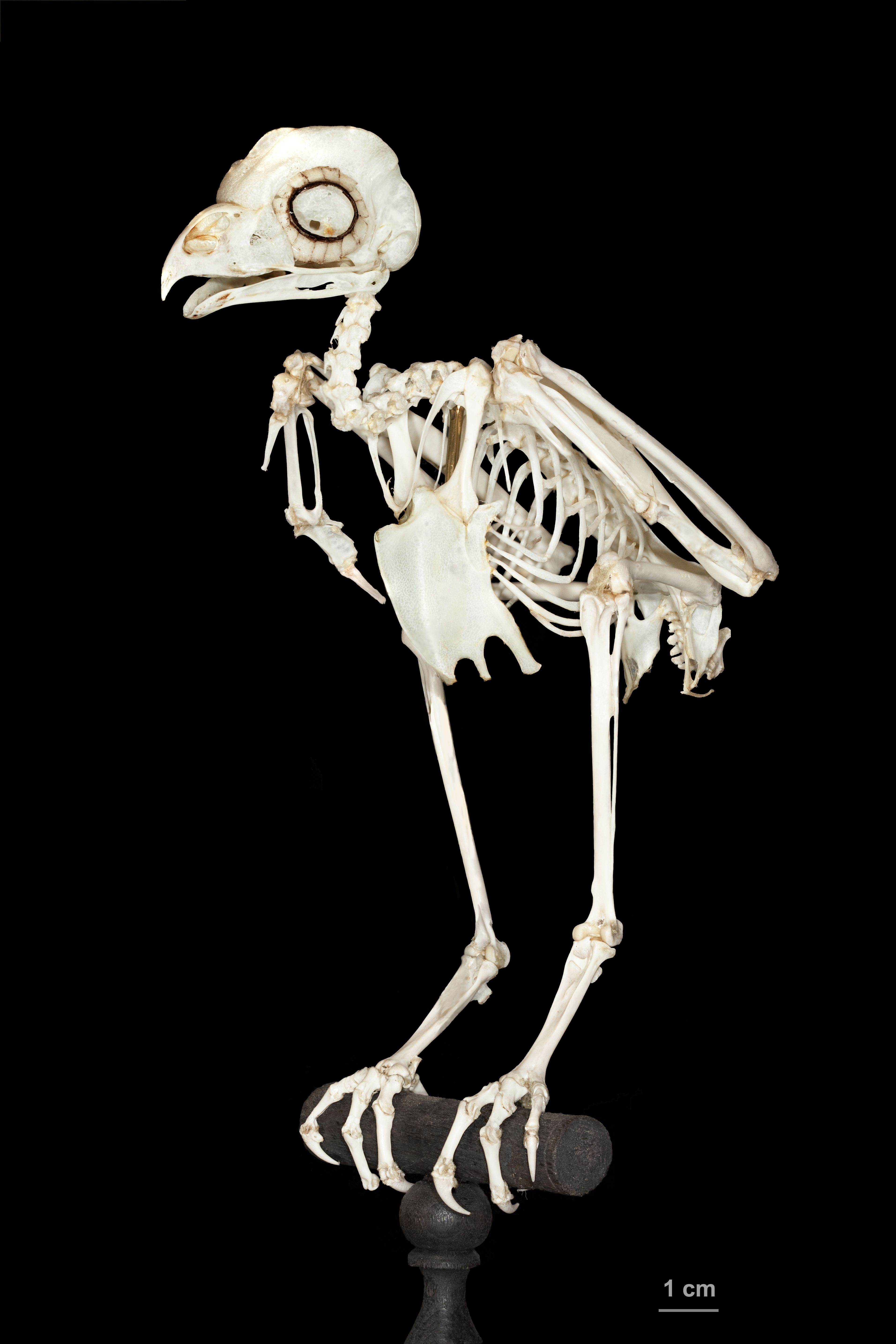
esqueleto de Strigidae Muséum de Toulouse

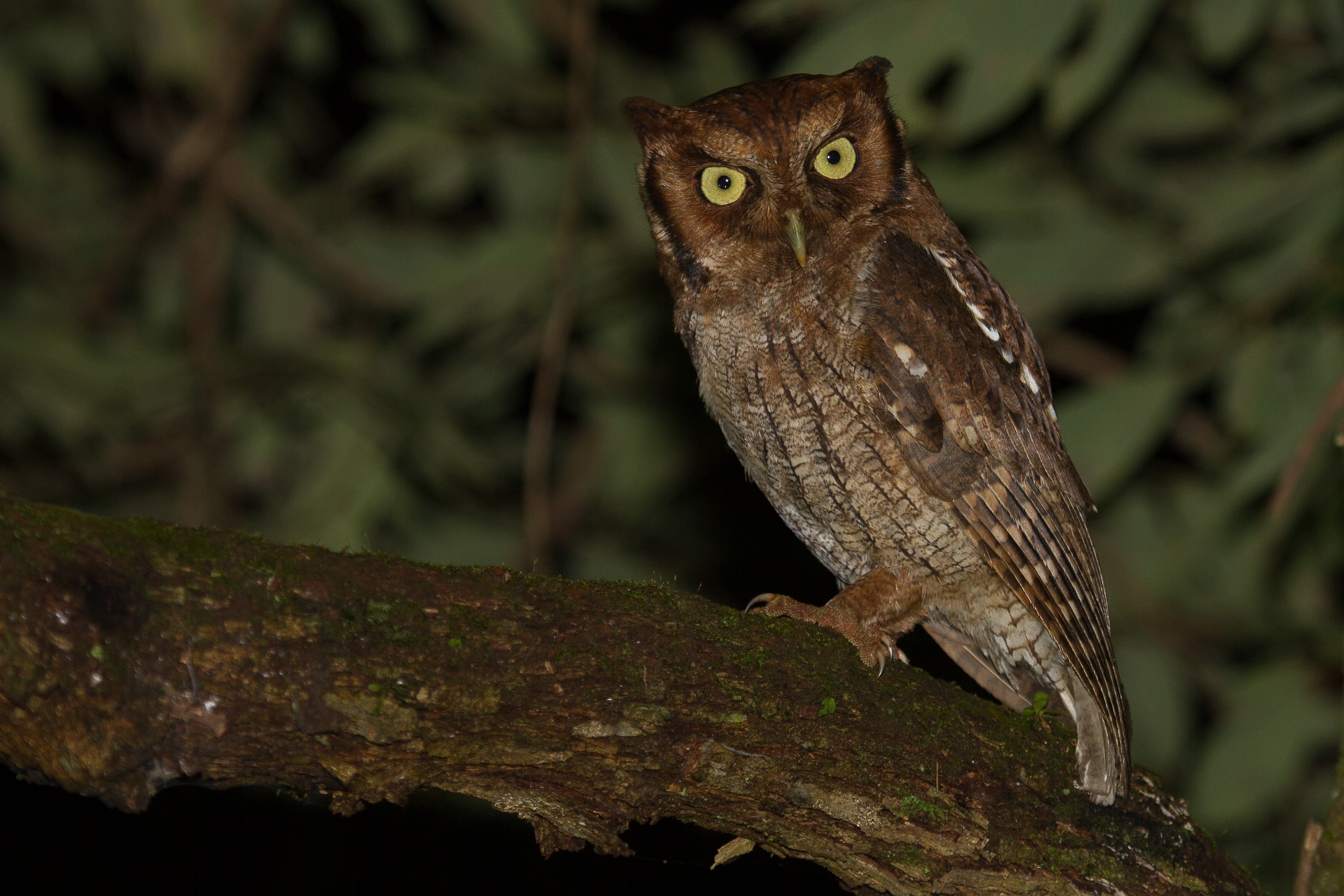
Corujinha-do-mato (Megascops choliba)

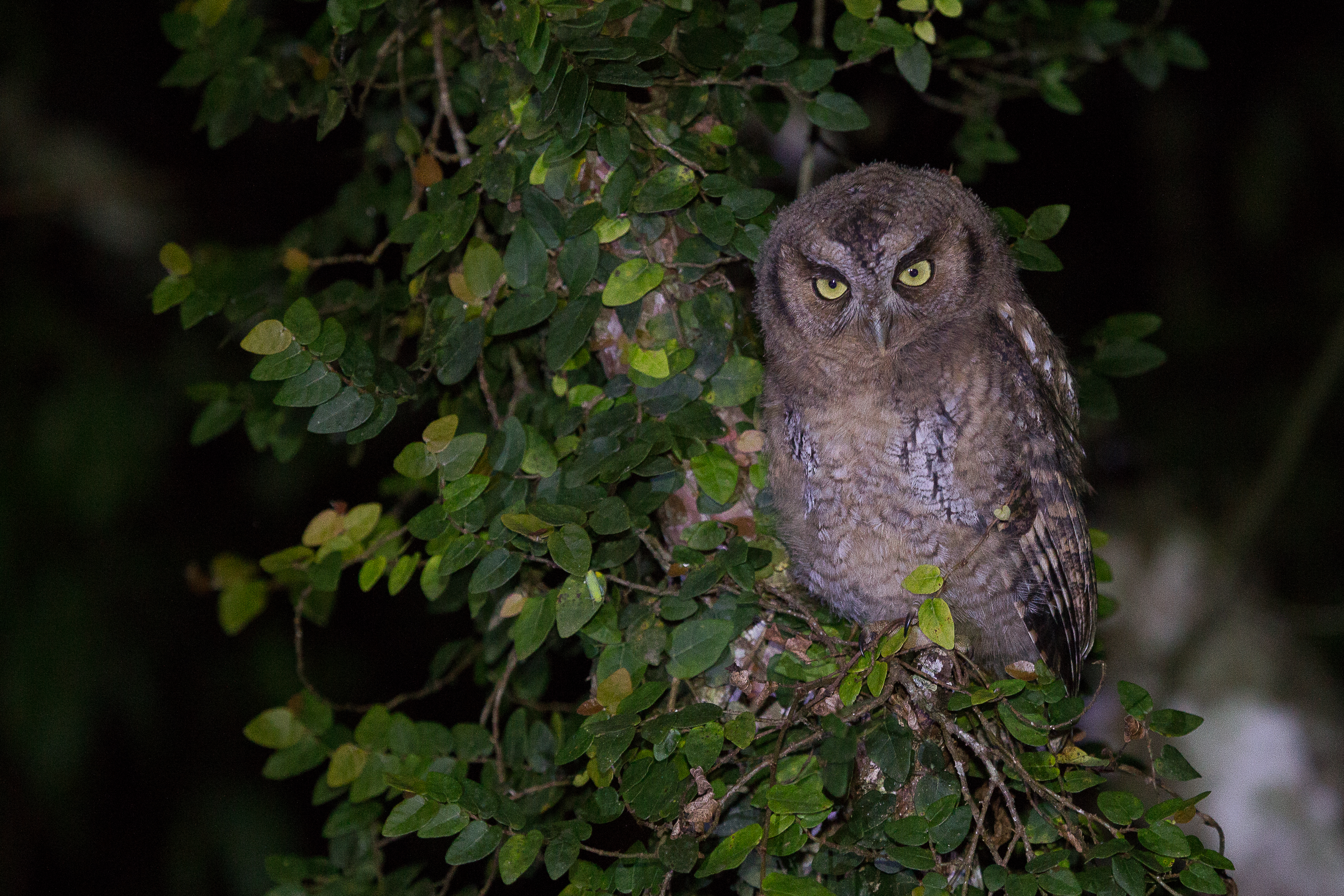
Filhote de corujinha-do-mato (Megascops choliba)

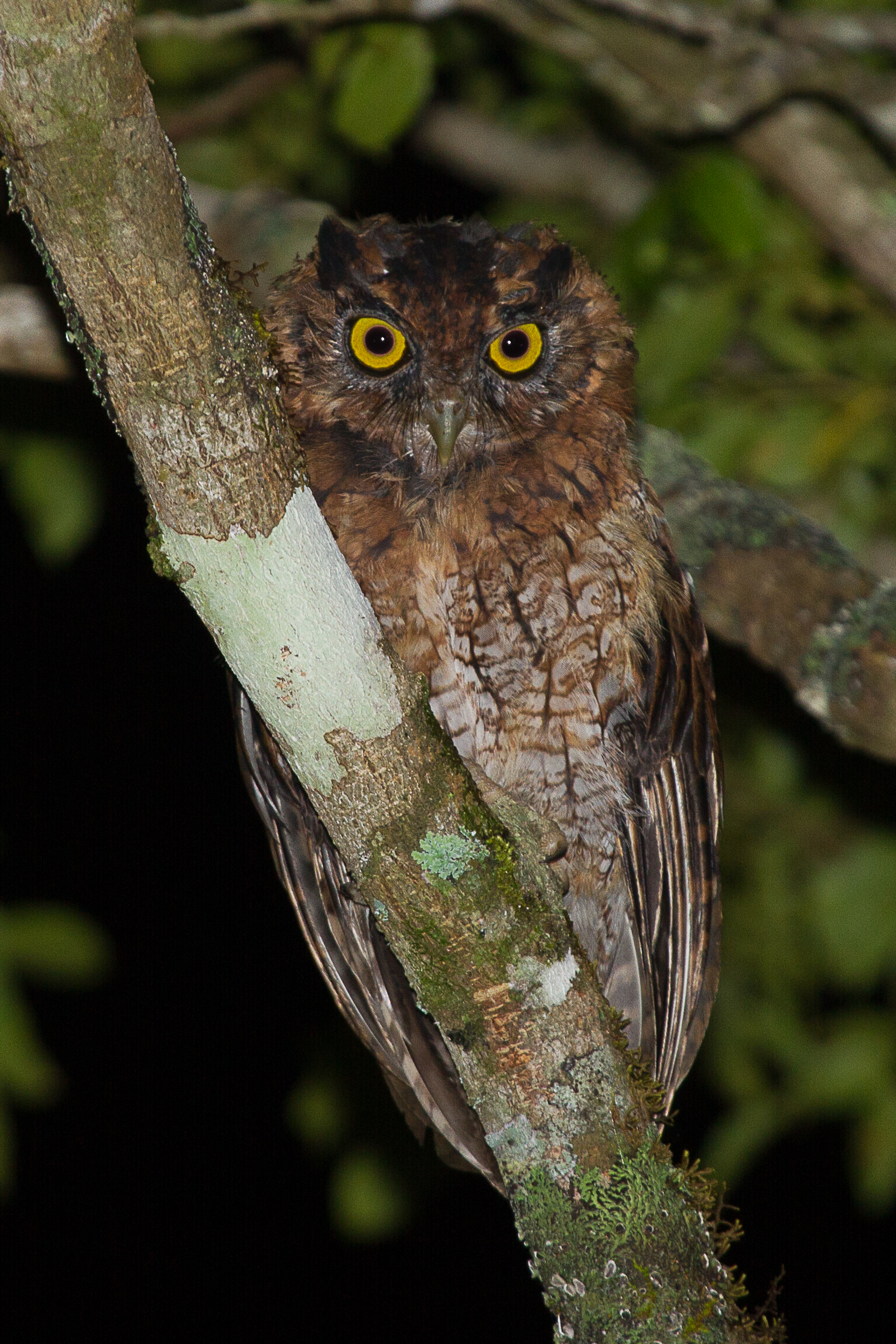
Corujinha-sapo (Megascops atricapilla)

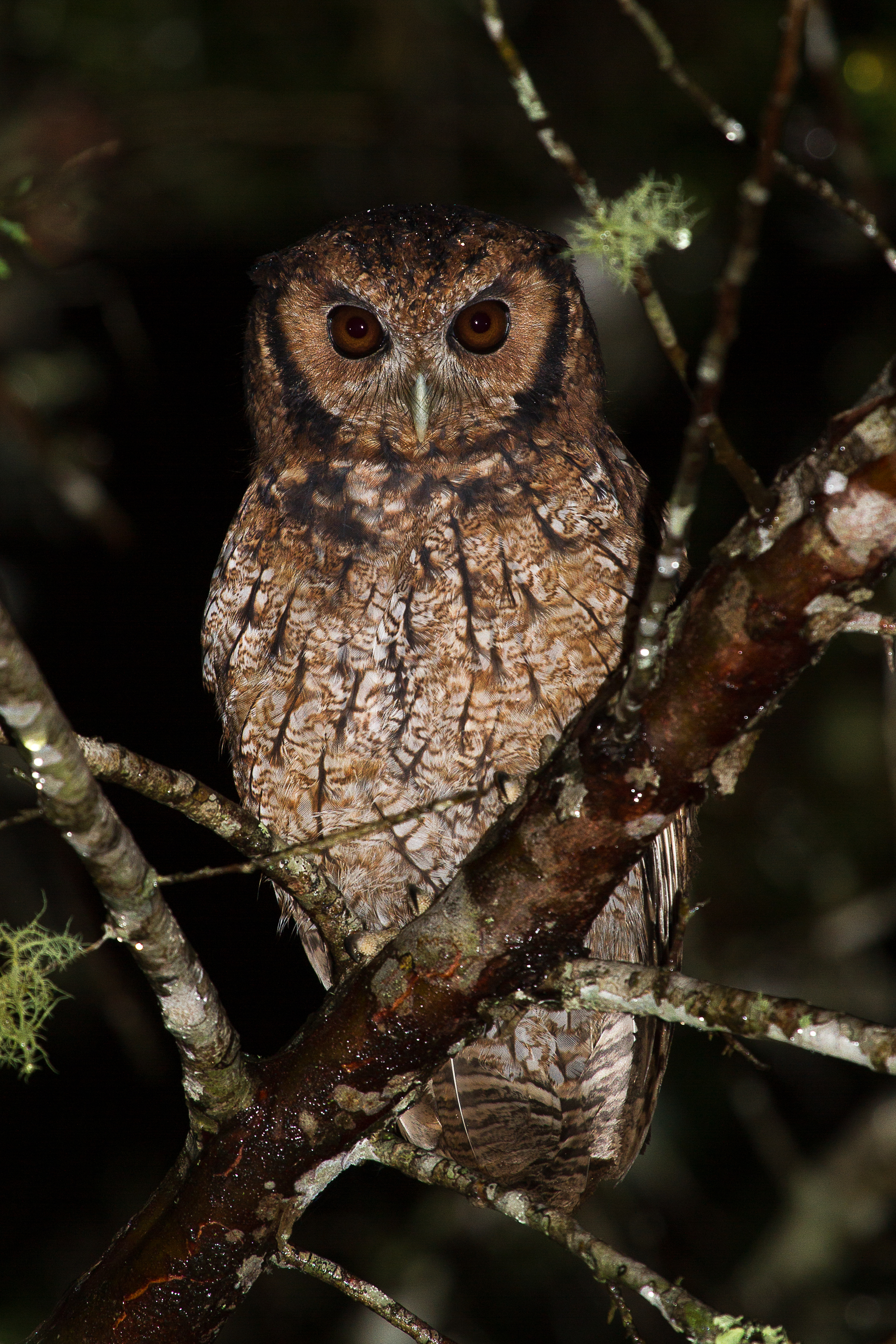
Corujinha-do-sul (Megascops sanctaecatarinae)

- Gênero Megascops (por vezes incluído em Otus):
  - Megascops flammeolus
  - Megascops asio
  - Megascops kennicottii
  - Megascops seductus
  - Megascops cooperi
  - Megascops trichopsis - Coruja-das-torres-de-bigode
  - Megascops choliba - Corujinha-do-mato
  - Megascops roboratus
  - Megascops koepckeae
  - Megascops clarkii
  - Megascops barbarus
  - Megascops ingens
  - Megascops colombianus
  - Megascops petersoni
  - Megascops marshalli
  - Megascops watsonii - Corujinha-orelhuda
  - Megascops guatemalae - Corujinha-de-roraima
  - Megascops vermiculatus
  - Megascops hoyi
  - Megascops atricapilla - Corujinha-sapo

- Gênero Pyrroglaux
  - Pyrroglaux podarginus
- Gênero Gymnoglaux
  - Gymnoglaux lawrencii
- Gênero Ptilopsis
  - Ptilopsis leucotis

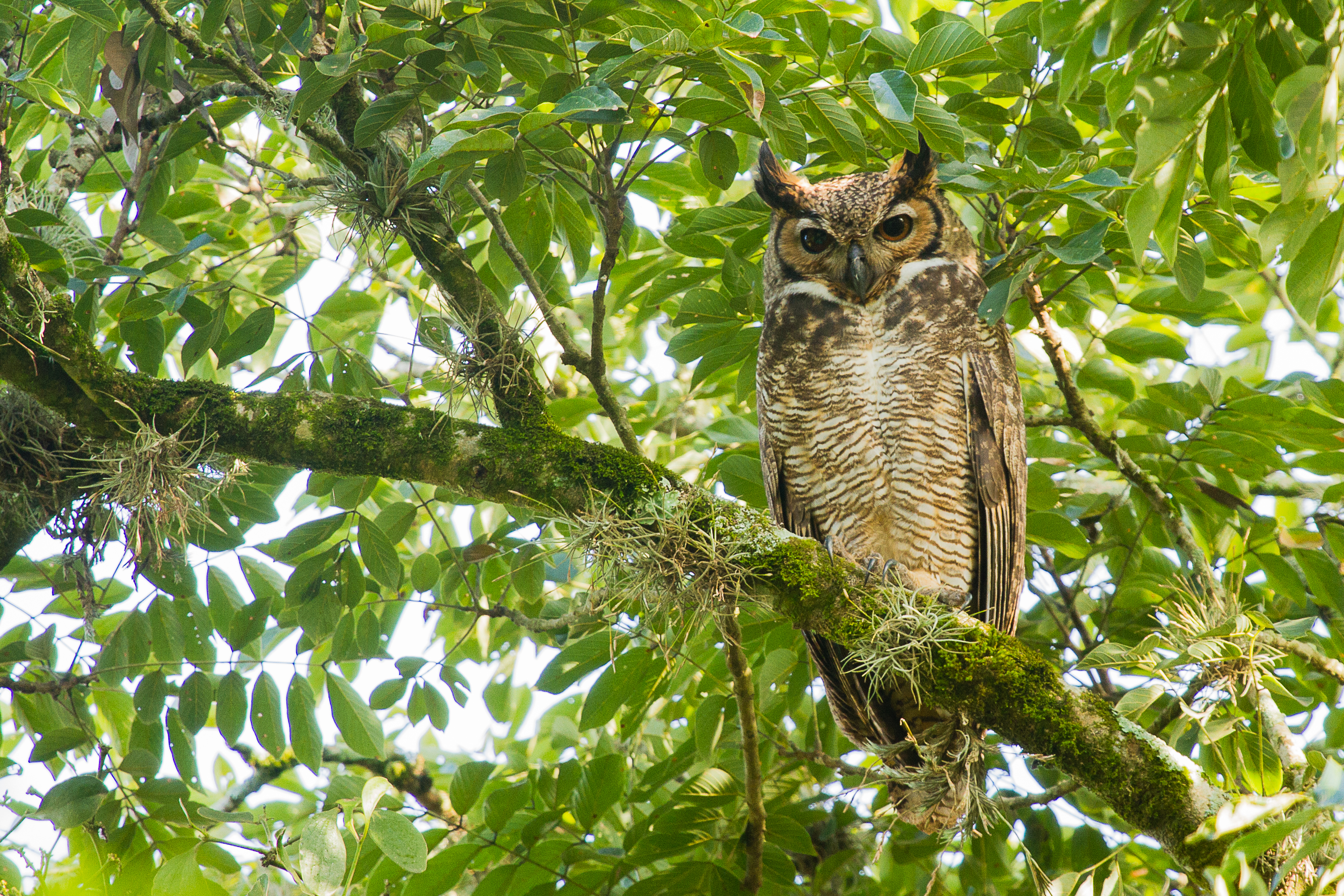
Jacurutu (Bubo virginianus)

  - Ptilopsis granti - Mocho-de-faces-brancas
- Gênero Mimizuku
  - Mimizuku gurneyi
- Gênero Bubo
  - Bubo virginianus - Corujão-da-virgínia, jacurutu
  - Bubo magellanicus
  - Bubo bubo - Bufo-real
  - Bubo bengalensis
  - Bubo ascalaphus
  - Bubo capensis - Bufo-do-cabo
  - Bubo africanus - Bufo-malhado
  - Bubo cinerascens
  - Bubo poensis - Mocho-de-crinas
  - Bubo vosseleri
  - Bubo nipalensis
  - Bubo sumatranus
  - Bubo shelleyi
  - Bubo lacteus
  - Bubo coromandus
  - Bubo leucostictus
  - Bubo philippensis
  - Bubo blakistoni
  - Bubo scandiacus, Bubo scandiaca, Nyctea scandiaca - Coruja-das-neves

- Género Ketupa (por vezes incluído em Bubo):
  - Ketupa zeylonensis
  - Ketupa flavipes
  - Ketupa ketupu
- Gênero Scotopelia
  - Scotopelia peli - Corujão-pesqueiro-de-pel
  - Scotopelia ussheri
  - Scotopelia bouvieri
- Gênero Strix

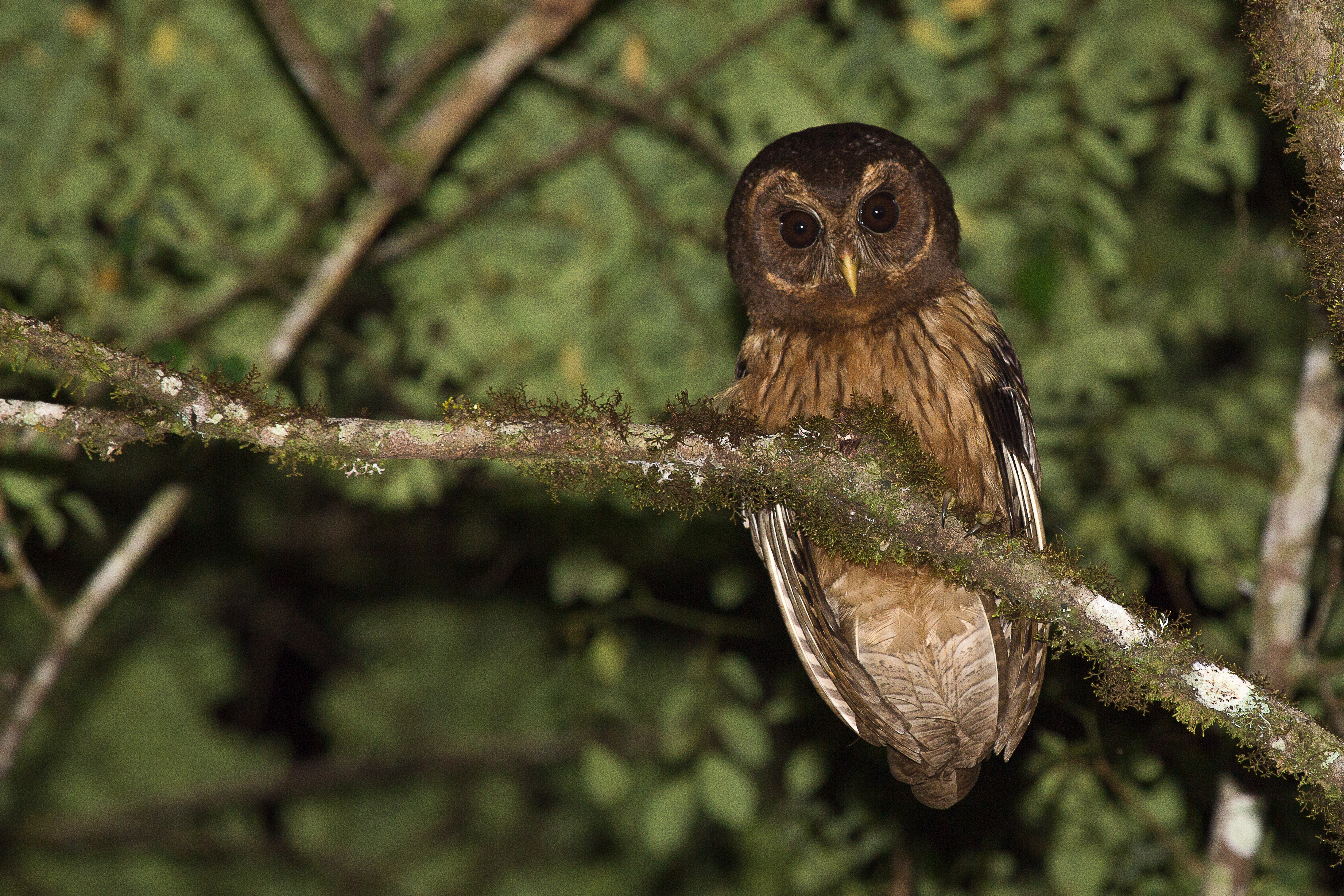
Coruja-do-mato (Strix virgata)

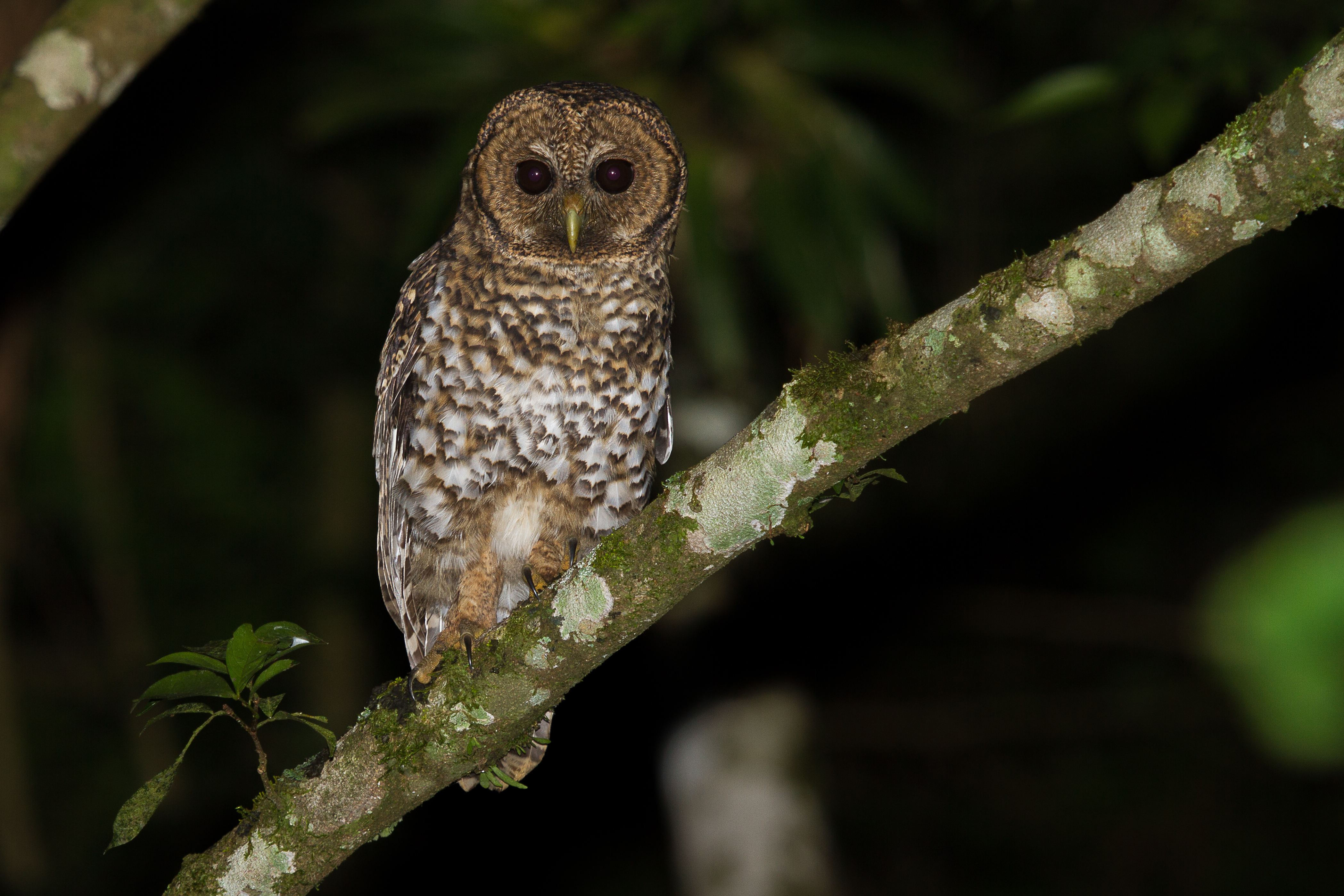
Coruja-listrada (Strix hylophila)

- - Strix seloputo - Coruja-dos-pagodes
  - Strix ocellata
  - Strix leptogrammica
  - Strix aluco - Aluco
  - Strix nivicolum
  - Strix butleri - Coruja-da-palestina
  - Strix occidentalis
  - Strix varia
  - Strix fulvescens
  - Strix hylophila - Coruja-listrada
  - Strix rufipes
  - Strix chacoensis
  - Strix uralensis - Coruja-dos-urais
  - Strix davidi
  - Strix nebulosa - Coruja-lapónica
  - Strix woodfordii - Coruja-da-floresta
  - Strix virgata - Coruja-do-mato
  - Strix nigrolineata
  - Strix huhula - Coruja-preta
  - Strix albitarsis

- Gênero Lophostrix
  - Lophostrix cristata - Coruja-de-crista
- Gênero Jubula
  - Jubula lettii
- Gênero Pulsatrix
  - Pulsatrix perspicillata - Murucututu
  - Pulsatrix koeniswaldiana - Murucututu-de-barriga-amarela
  - Pulsatrix melanota
- Gênero Surnia
  - Surnia ulula - Coruja-gavião
- Gênero Glaucidium
  - Glaucidium passerinum
  - Glaucidium brodiei
  - Glaucidium perlatum - Mocho-perlado
  - Glaucidium californicum
  - Glaucidium gnoma
  - Glaucidium cobanense
  - Glaucidium hoskinsii
  - Glaucidium costaricanum
  - Glaucidium nubicola
  - Glaucidium jardinii
  - Glaucidium palmarum
  - Glaucidium sanchezi
  - Glaucidium griseiceps
  - Glaucidium parkeri
  - Glaucidium bolivianum
  - Glaucidium hardyi - Caburé-da-amazônia
  - Glaucidium mooreorum - Caburé-de-pernambuco - descoberto em 2002
  - Glaucidium minutissimum - Caburé-miudinho
  - Glaucidium brasilianum - Caburé
  - Glaucidium tucumanum
  - Glaucidium peruanum
  - Glaucidium nanum
  - Glaucidium siju
  - Glaucidium tephronotum
  - Glaucidium sjostedti
  - Glaucidium cuculoides
  - Glaucidium castanopterum
  - Glaucidium radiatum
  - Glaucidium castanonotum
  - Glaucidium capense - Mocho-barrado
  - Glaucidium castaneum
  - Glaucidium albertinum

- Gênero Xenoglaux
  - Xenoglaux loweryi
- Gênero Micrathene
  - Micrathene whitneyi - Mocho-duende

- Gênero Athene

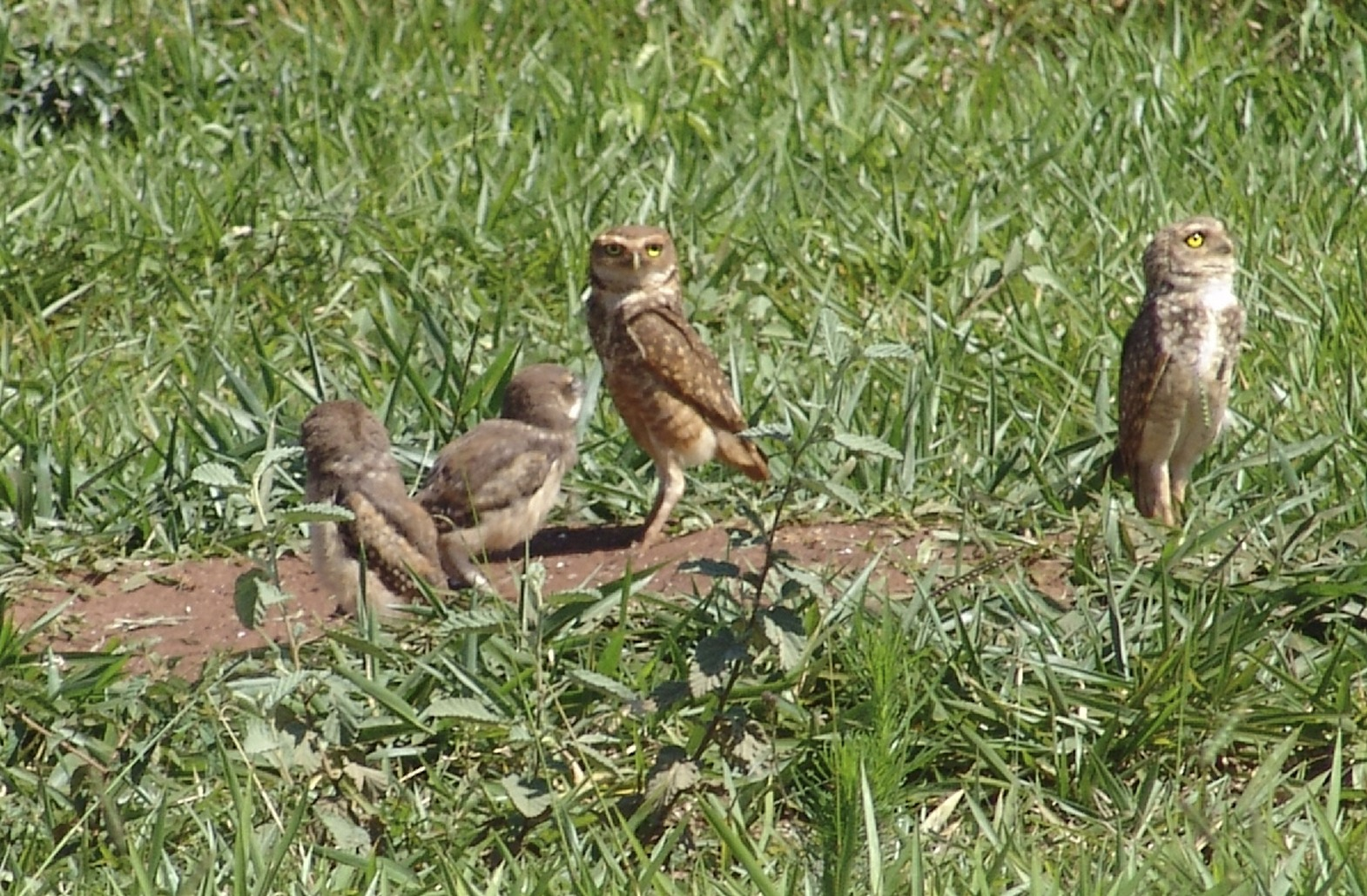
Coruja buraqueira - casal e filhotes

  - Athene cunicularia - Coruja-buraqueira
  - Athene brama
  - Athene noctua
- Gênero Heteroglaux:
  - Heteroglaux blewitti (também designada Athene blewitti)
- Gênero Aegolius

- - Aegolius funereus
  - Aegolius acadicus
  - Aegolius ridgwayi

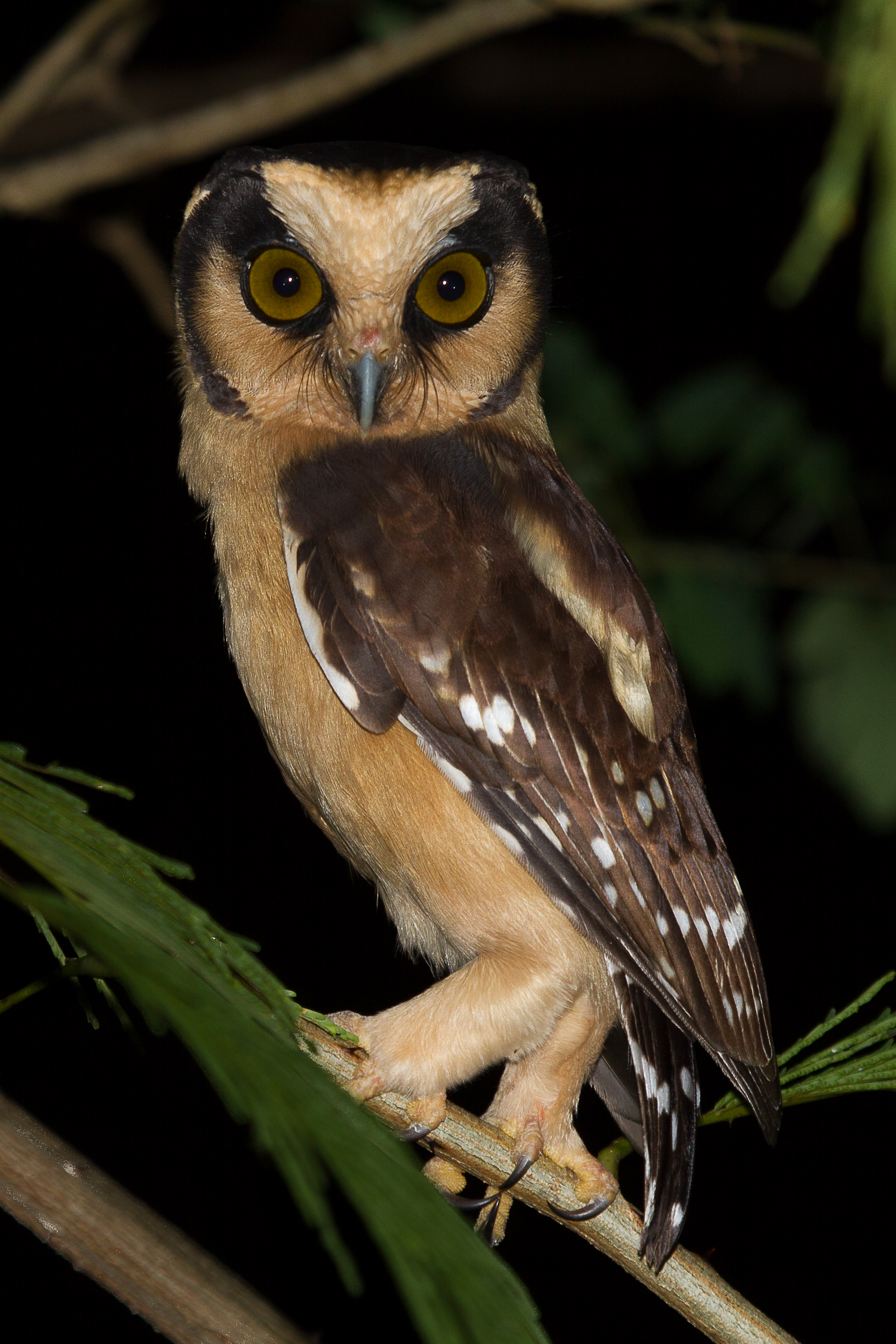
Caburé-acanelado (Aegolius harrisii)

  - Aegolius harrisii - Caburé-acanelado
- Gênero Ninox
  - Ninox rufa
  - Ninox strenua
  - Ninox connivens
  - Ninox rudolfi
  - Ninox novaeseelandiae (às vezes dividida em Ninox novaeseelandiae e Ninox boobook)
  - Ninox affinis
  - Ninox scutulata
  - Ninox japonica (antes incluída na N. scutulata)[2]
  - Ninox randi (antes incluída na N. scutulata)[2]
  - Ninox obscura (antes incluída na N. scutulata)[2]
  - Ninox superciliaris
  - Ninox philippensis
  - Ninox ochracea
  - Ninox ios
  - Ninox squamipila
  - Ninox hypogramm (antes incluída na N. squamipila)[2]
  - Ninox forbesi (antes incluída na N. squamipila)[2]
  - Ninox natalis
  - Ninox theomacha
  - Ninox meeki
  - Ninox punctulata
  - Ninox variegata
  - Ninox odiosa
  - Ninox jacquinoti

- Gênero Uroglaux
  - Uroglaux dimorpha
- Gênero Pseudoscops
  - Pseudoscops grammicus
  - Pseudoscops clamator
- Gênero Asio

- - Asio stygius - Mocho-diabo
  - Asio otus
  - Asio abyssinicus
  - Asio madagascariensis

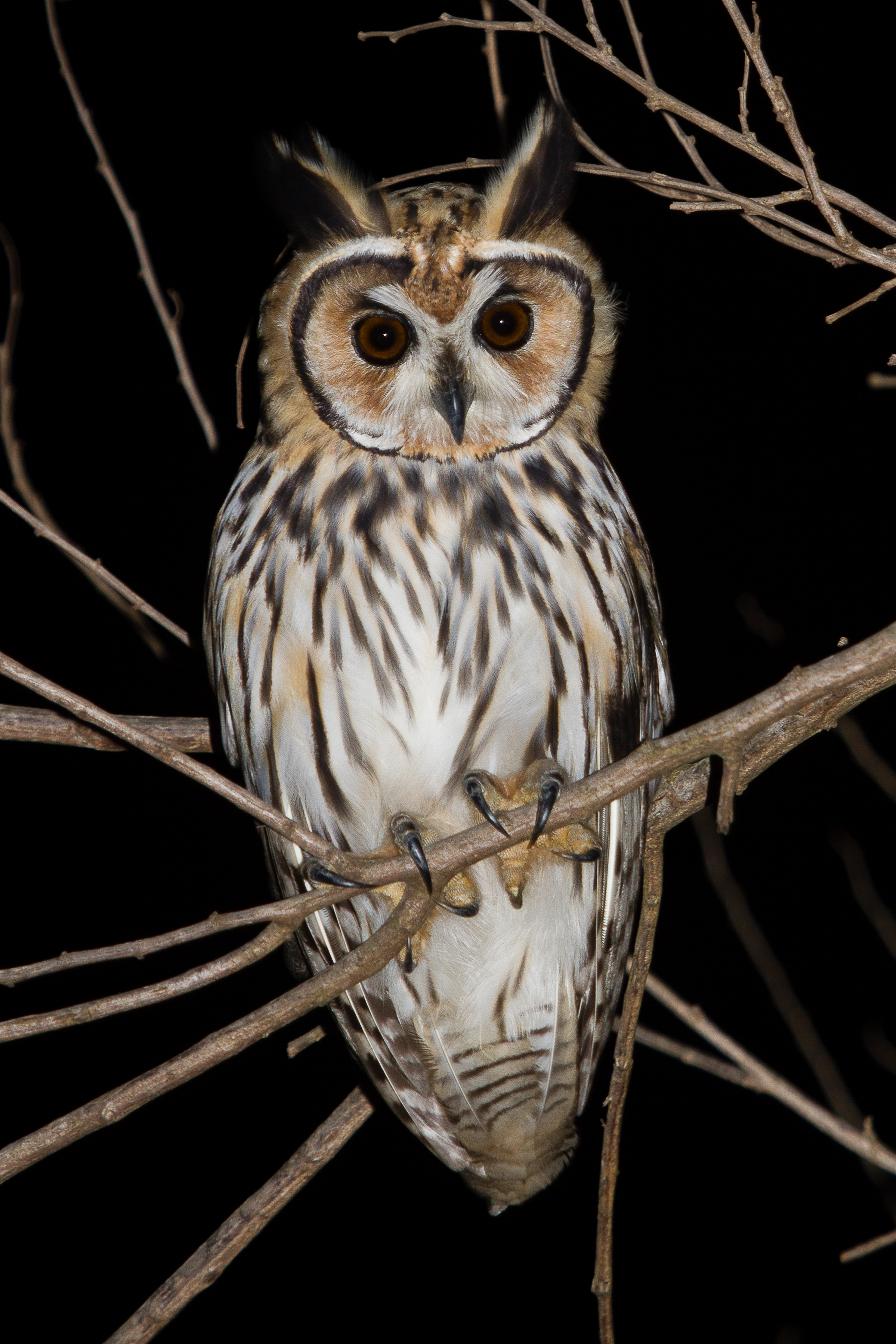
Coruja-orelhuda (Asio clamator)

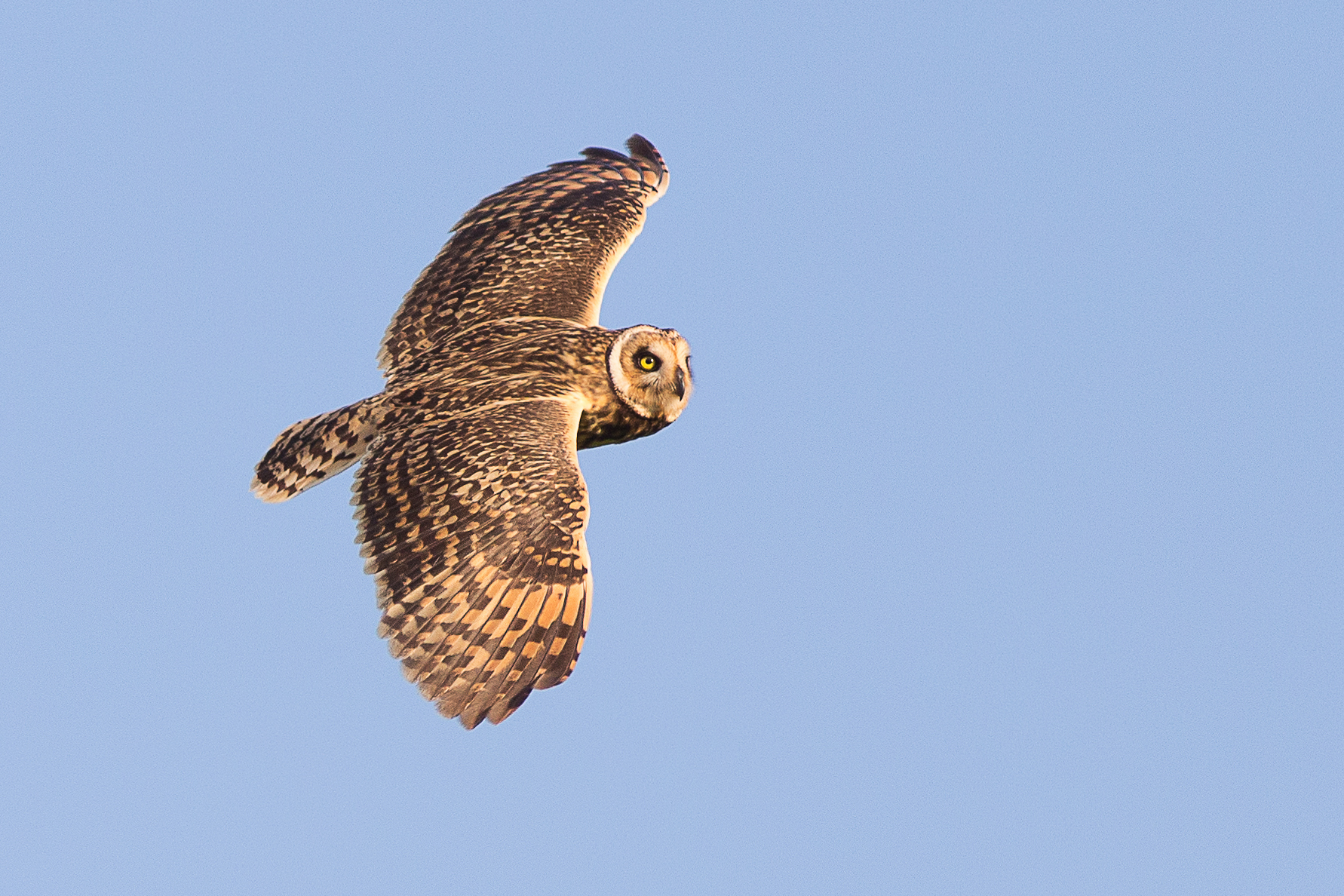
Mocho-dos-banhados (Asio flammeus) voando

  - Asio flammeus - Coruja-do-nabal, mocho-dos-banhados
  - Asio capensis - Coruja-dos-pântanos
- Gênero Nesasio
  - Nesasio solomonensis

- Commons
- Wikispecies